# Singosari
Singosari est une ville d'Indonésie dans la province de Java oriental, à environ 40 km au sud de Surabaya. Administrativement, c'est un kecamatan du kabupaten de Malang.

## Tourisme
De l'ancien royaume de Singasari, qui n'était plus qu'un nagara (province) du royaume de Majapahit, il reste le temple de Singosari.

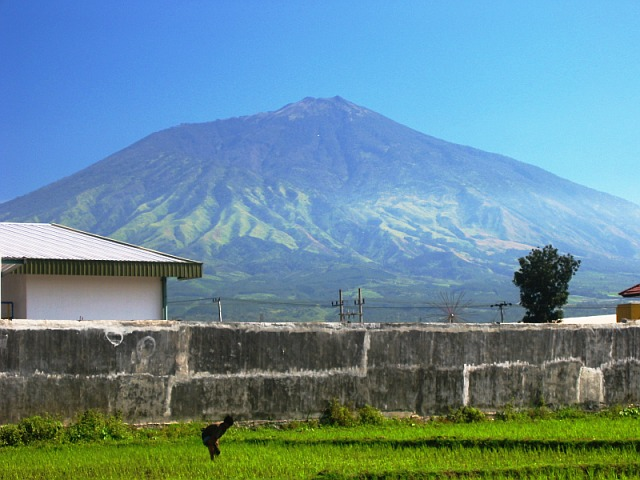
L'Arjuno-Welirang vu depuis Singosari

Singosari est un point de départ pour l'ascension du volcan Arjuno-Welirang.